# Guaratuba

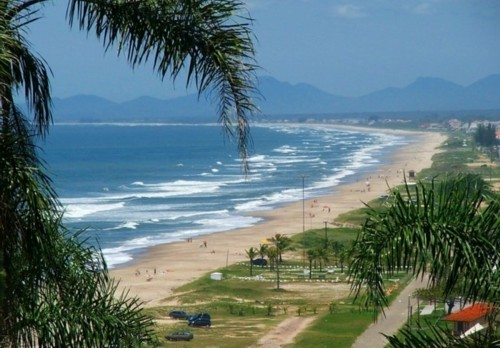

Guaratuba este un oraș în Paraná (PR), Brazilia.